# (100240) 1994 PV33
(100240) 1994 PV33 es un asteroide perteneciente al cinturón de asteroides, descubierto el 10 de agosto de 1994 por Eric Walter Elst desde el Observatorio de La Silla, Chile.

## Designación y nombre
Designado provisionalmente como 1994 PV33.

## Características orbitales
1994 PV33 está situado a una distancia media del Sol de 3,123 ua, pudiendo alejarse hasta 3,743 ua y acercarse hasta 2,503 ua. Su excentricidad es 0,198 y la inclinación orbital 4,538 grados. Emplea 2016 días en completar una órbita alrededor del Sol.

## Características físicas
La magnitud absoluta de 1994 PV33 es 14,6.